# 31 Pułk Armat Polowych (austro-węgierski)
Pułk Armat Polowych Nr 31 (niem. Feldkanonenregiment 31) – pułk artylerii polowej cesarskiej i królewskiej Armii.

## Historia pułku
Oddział został sformowany 1 stycznia 1894 roku, jako „31 Pułk Artylerii Dywizyjnej” (niem. 31 Divisions Artillerie Regiment).
6 kwietnia 1908 roku został przemianowany na Pułk Armat Polowych Nr 31. W skład pułku wchodziły dwa dywizjony i Kadra Zapasowa (niem. Ersatzkader).
W latach 1907–1914 pułk stacjonował w garnizonie Stanisławów na terytorium 11 Korpusu.
Pułk pod względem taktycznym był podporządkowany komendantowi 30 Dywizji Piechoty natomiast pod względem wyszkolenia komendantowi 11 Brygady Artylerii Polowej.
W sierpniu 1914, w czasie mobilizacji, pułk został włączony w skład nowo sformowanej 43 Brygady Artylerii Polowej należącej do 43 Dywizji Piechoty Obrony Krajowej.
W 1916 roku oddział został przemianowany na Pułk Armat Polowych Nr 30. Równocześnie dotychczasowy Pułk Armat Polowych Nr 30, który wchodził w skład 24 Dywizji Piechoty został przemianowany na Pułk Armat Polowych Nr 24. Z kolei numer „31” otrzymał dotychczasowy Pułk Armat Polowych Nr 10, który wchodził w skład 31 Brygady Artylerii Polowej należącej do 31 Dywizji Piechoty.
W 1918 roku oddział został po raz kolejny przemianowany na Pułk Artylerii Polowej Nr 30.

## Żołnierze pułku
Komendanci pułku
- płk Carl Böllmann (1894-)[7]
- płk Alois Widmar (1907)
- płk Tadeusz Jordan Rozwadowski von Groß-Rozwadów (1 V 1904 - IV 1913)
- płk Johann Michalek (1914[1])

Oficerowie
- kpt. rez. Ottokar Březina
- por. Władysław Jerzy Rozwadowski
- por. rez. Adam Kazimierz Mrozowicki
- por. rez. Wiktor Hein
- ppor. rez. Kazimierz Barancewicz
- ppor. rez. Stanisław Borowiczka
- ppor. rez. Wacław Borzemski
- ppor. rez. Władysław Gruiński
- ppor. rez. Czesław Mańkowski
- ppor. rez. Ludomir Wolski-Kościesza
- chor. Stanisław Konasiewicz
- lekarz pułku 1. klasy Juliusz Kolmer